# Université Savoie-Mont-Blanc
Die Université Savoie-Mont-Blanc (USMB), vor 2015 Universität Savoyen (französisch Université de Savoie) ist eine Hochschule mit Sitz in Chambéry (Frankreich) und wurde 1979 gegründet.

## Geschichte
Obwohl Chambéry die Hauptstadt der Grafschaft, später des Herzogtums Savoyen war, gab es dort nie eine Universität. Auch nach der Annexion durch Frankreich änderte sich daran nichts. Erst in den 1960ern wurde in Savoyen ein naturwissenschaftliches Kolleg (Collège Scientifique Universitaire) und dann ein literarisches Kolleg (Collège Littéraire Universitaire) eingerichtet, die ab 1969 zusammen das Universitätszentrum Savoyens (Centre Universitaire de Savoie) bildeten. Zusammen mit dem 1973 gegründeten IUT in Annecy wurde dieses dann am 27. Juni 1979 offiziell zur Universität erhoben (Université de Savoie, UDS).

## Standorte
Die geistes- und rechtswissenschaftlichen Fakultäten befinden sich in Chambéry, während die Naturwissenschaften und Technik in Annecy angesiedelt sind.

## Gebäude

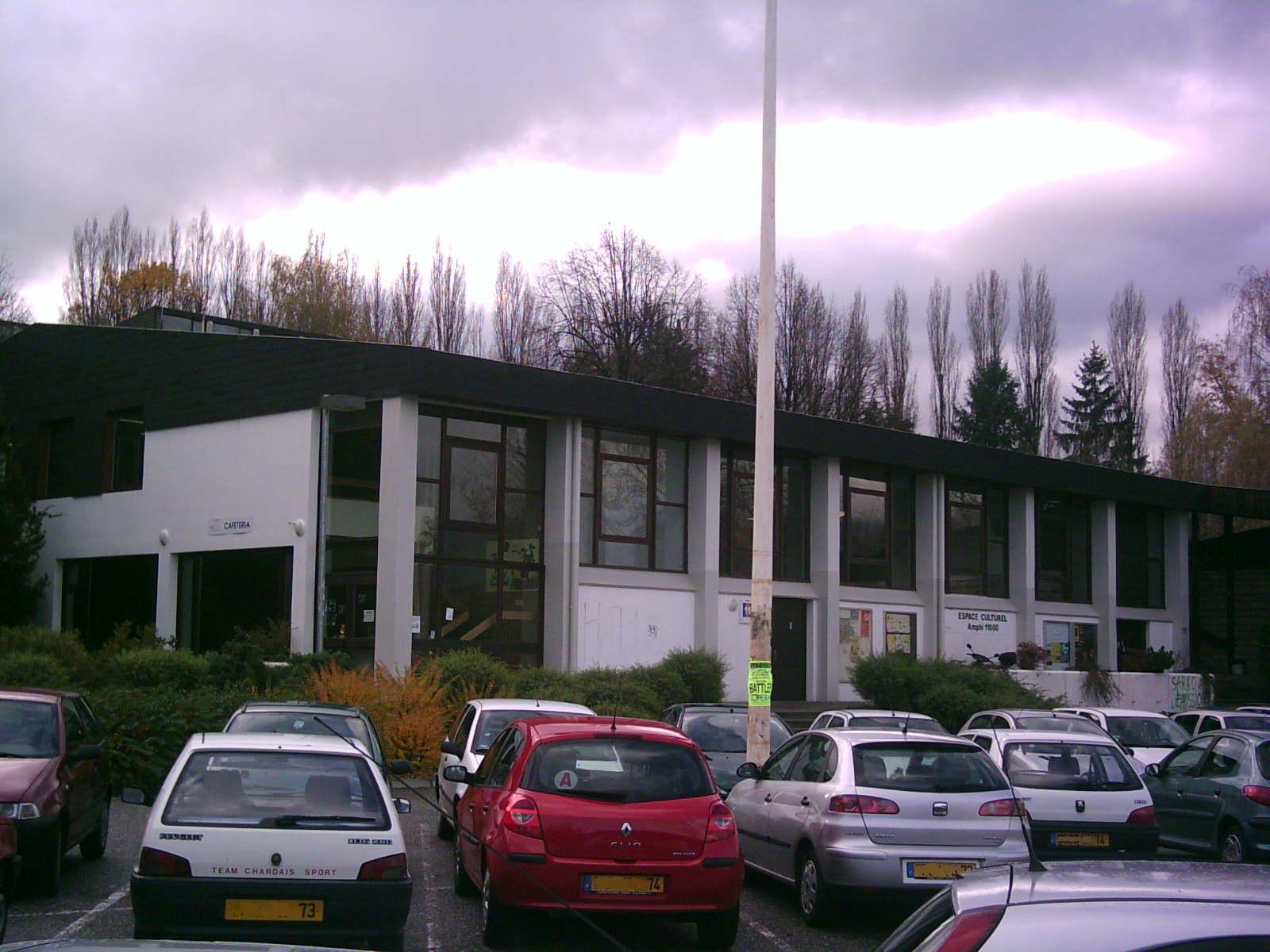
Audimax (Grand amphithéatre)
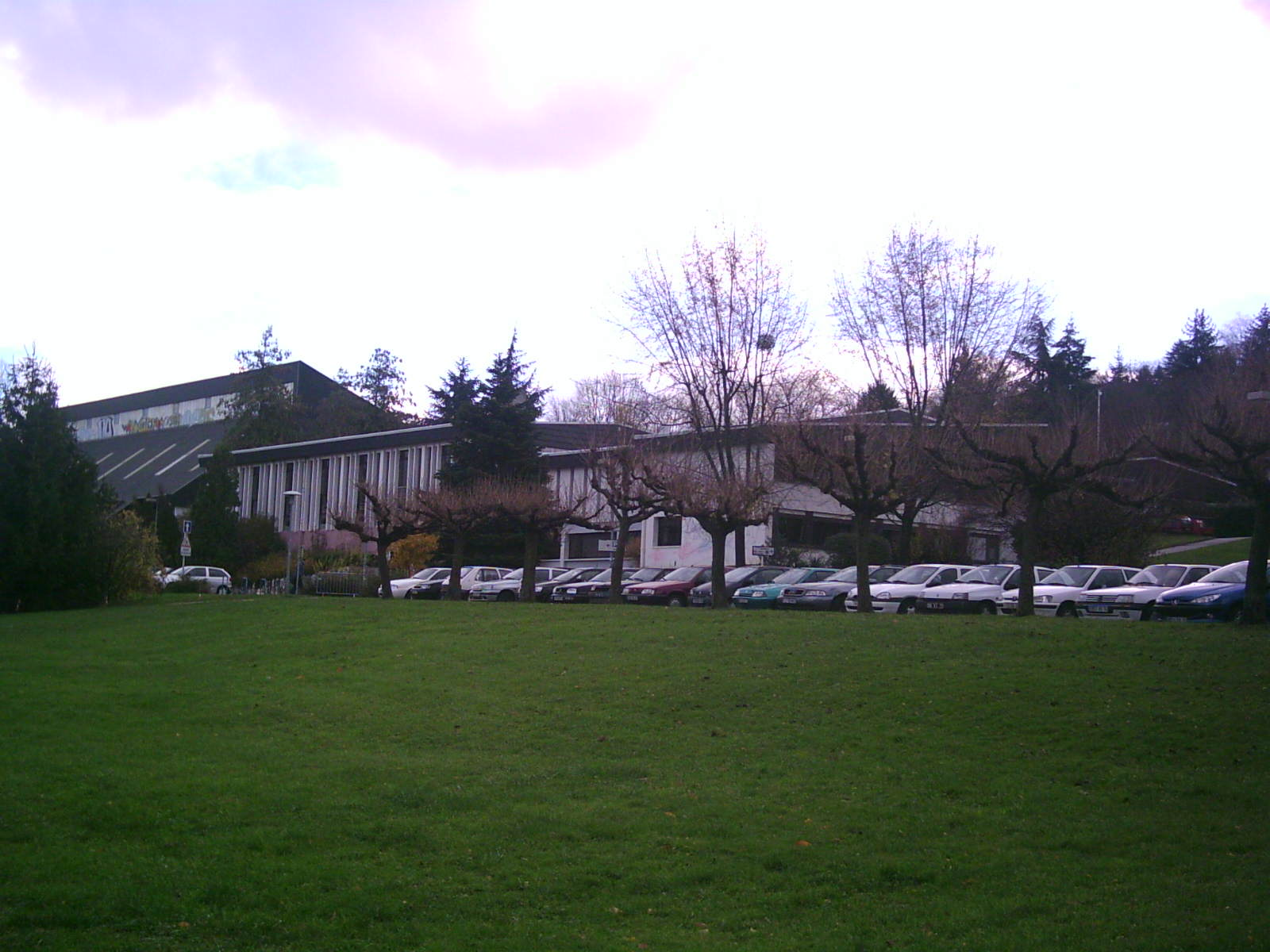
Uni-Bibliothek
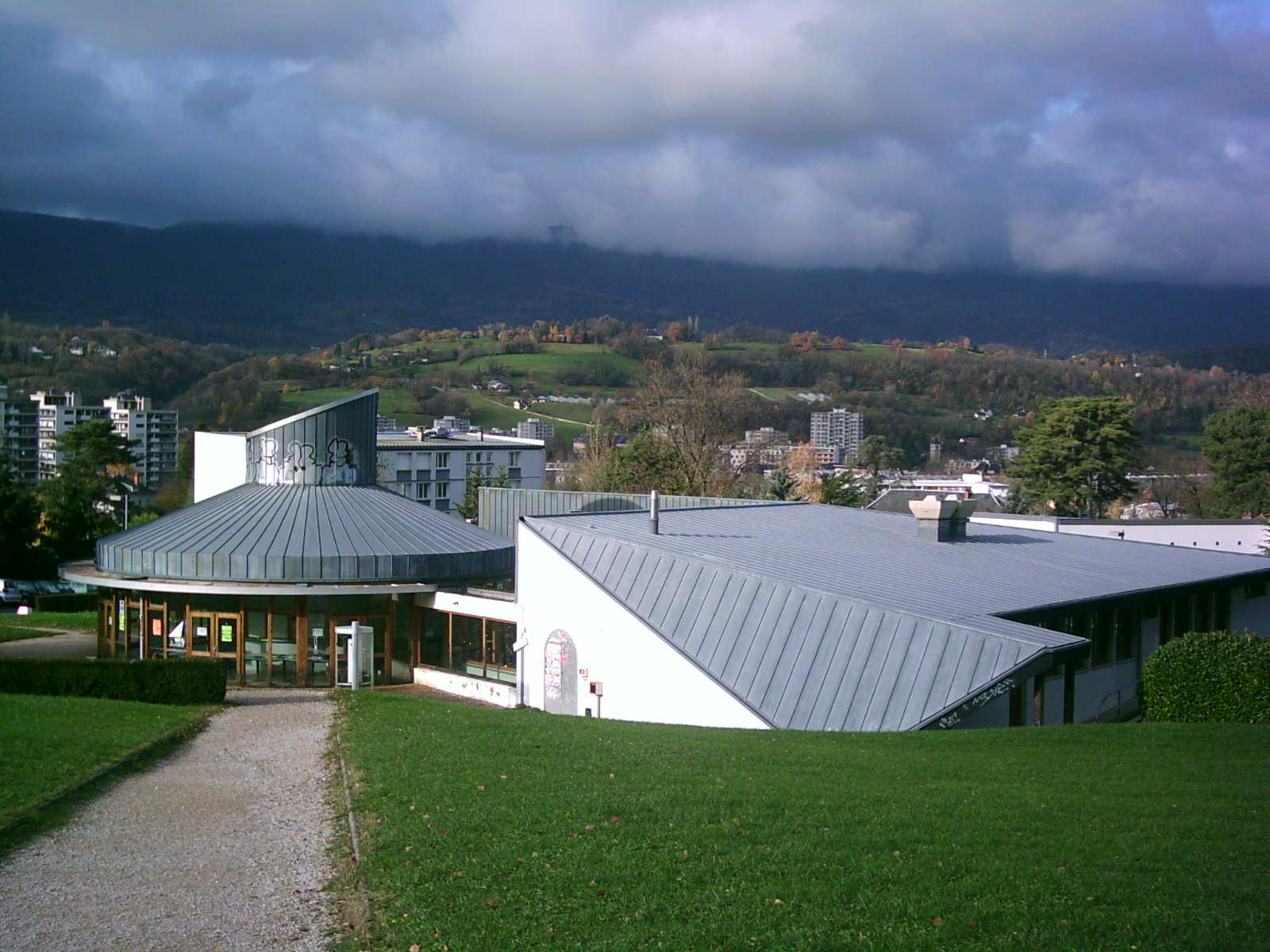
Mensa
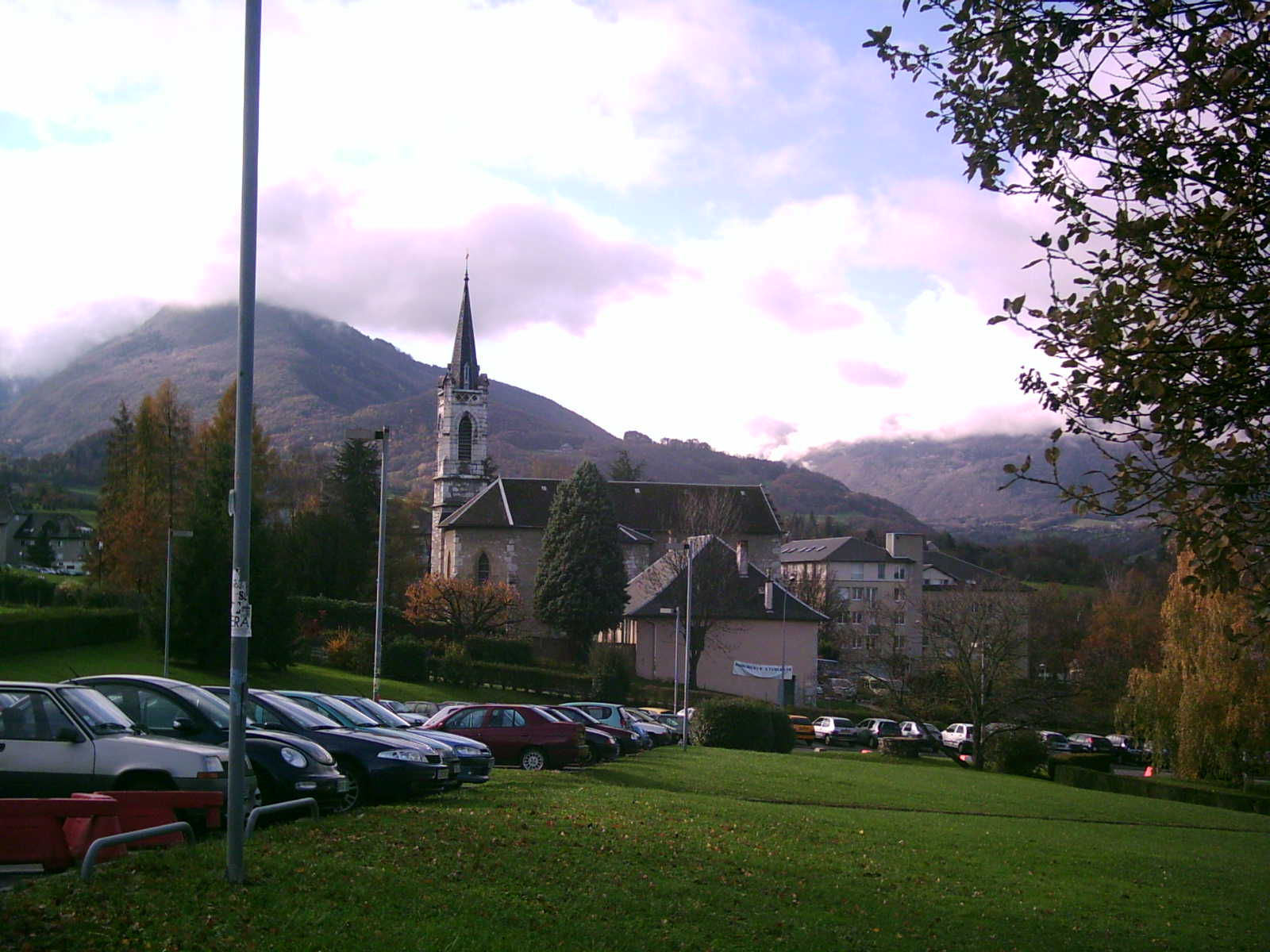
Jacob-Bellecombette-Kirche am Campus
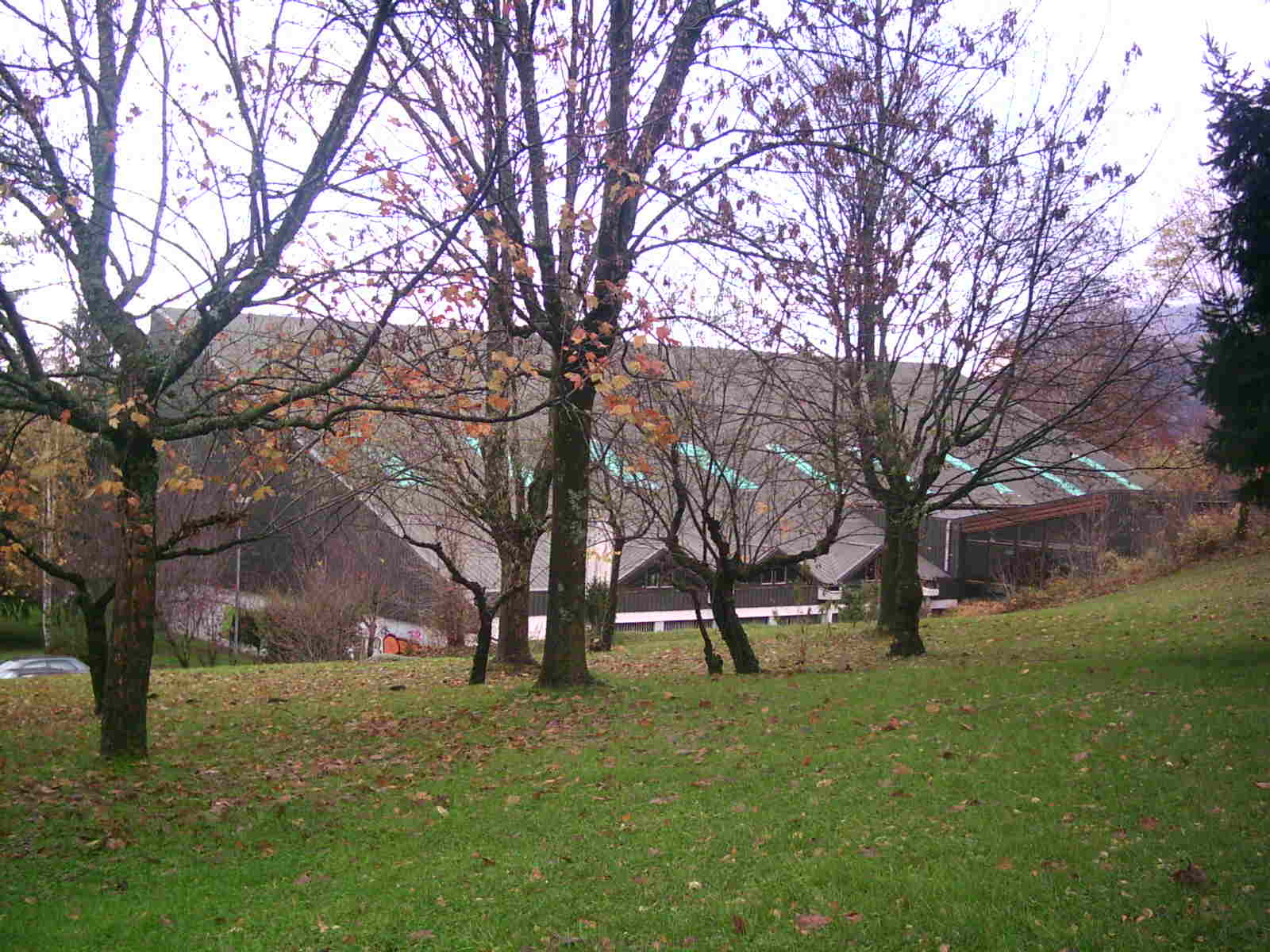
Sporthalle